# Chambre d'inhalation

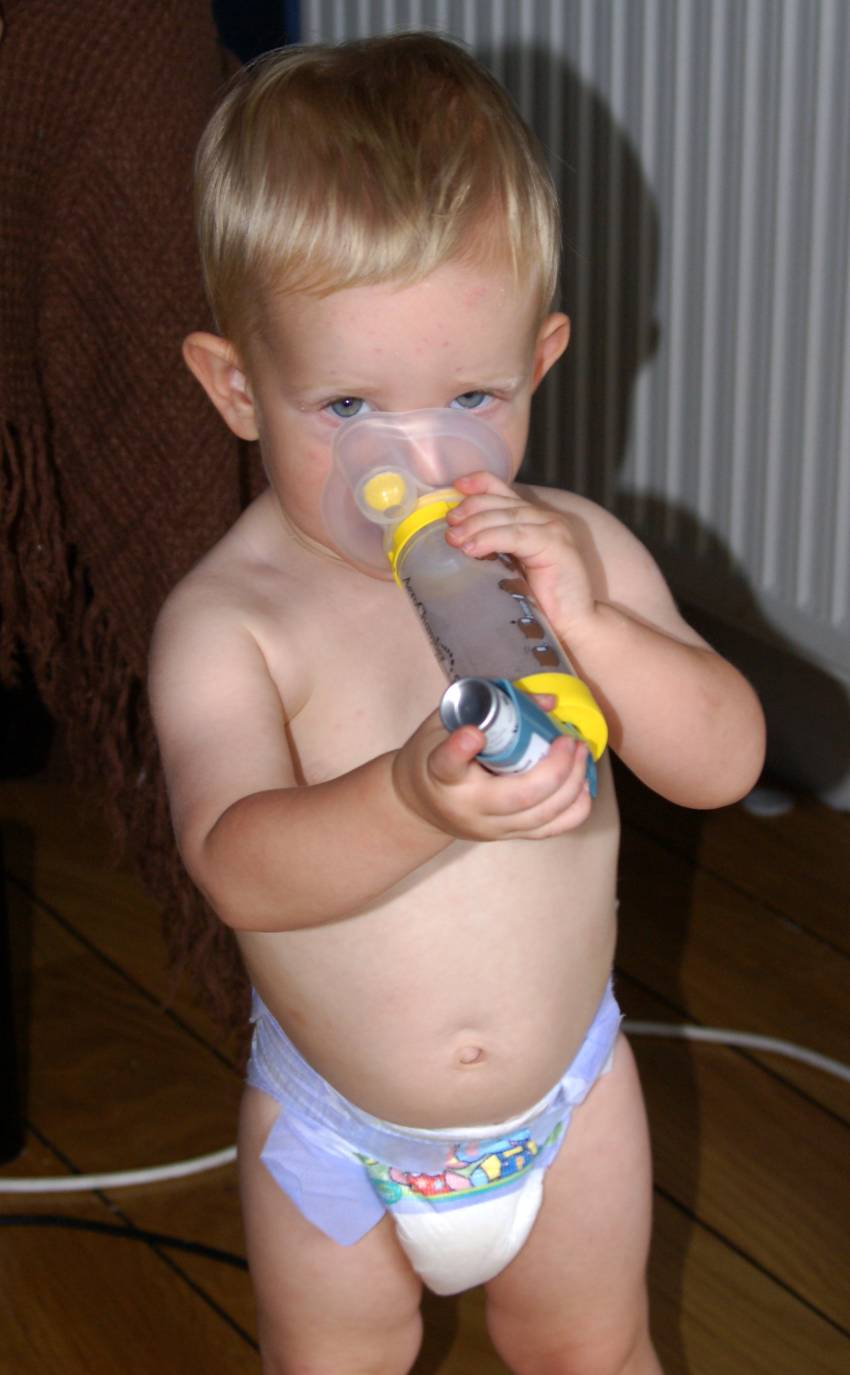
Jeune enfant qui prend un médicament aérosol grâce à une chambre d'inhalation.

Une chambre d'inhalation, parfois appelée chambre d'expansion ou tube d'espacement, est un dispositif qui s'adapte aux aérosols-doseurs pour en faciliter l'utilisation. Il se compose d'un tube appliqué contre la bouche, directement ou au moyen d'un masque qui le prolonge en facilitant la respiration.
Les chambres d'inhalation aident les personnes qui ne peuvent pas inspirer profondément et celles qui ne peuvent pas coordonner leur inspiration avec la propagation de l'aérosol, notamment les jeunes enfants.

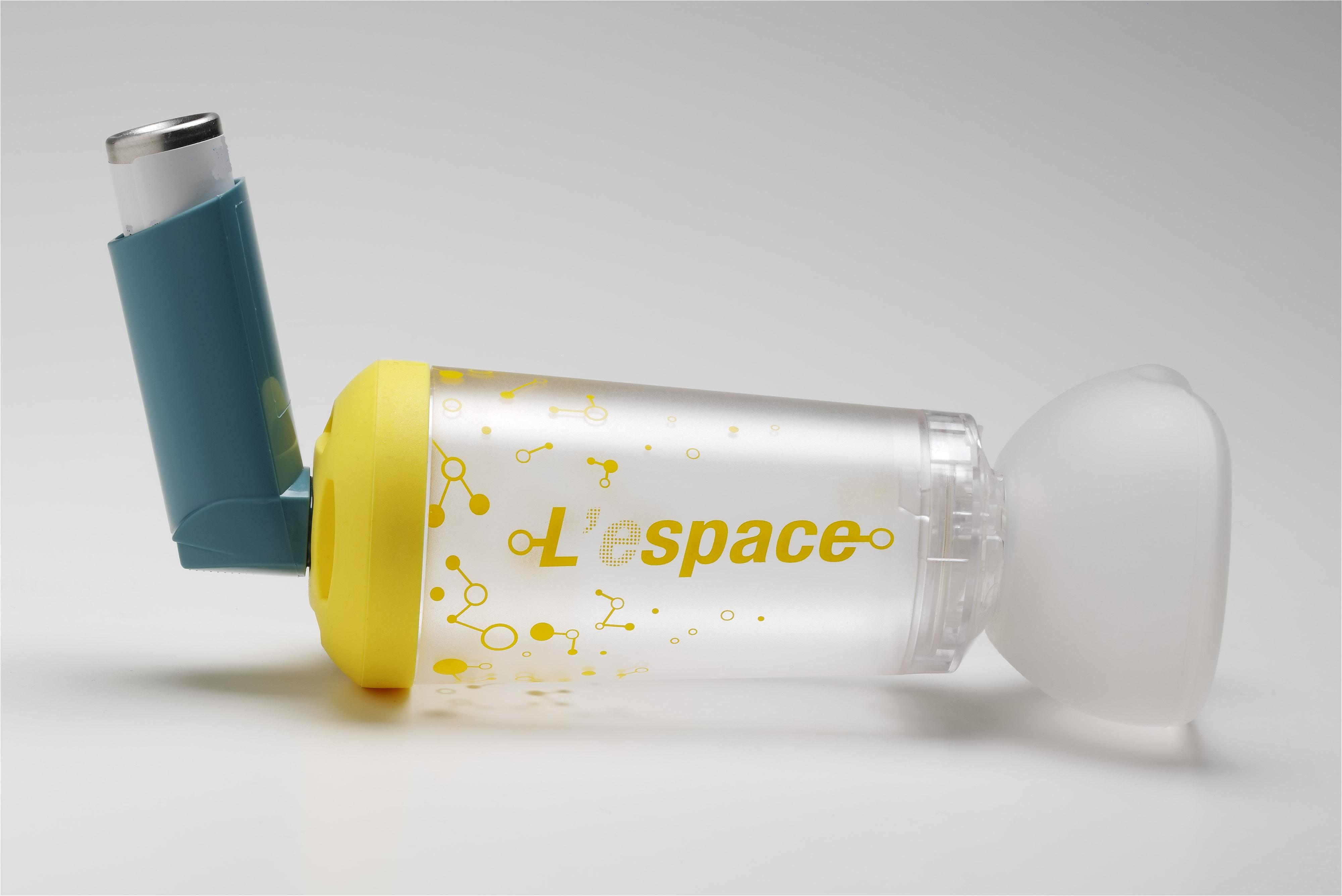
Une chambre d'inhalation.
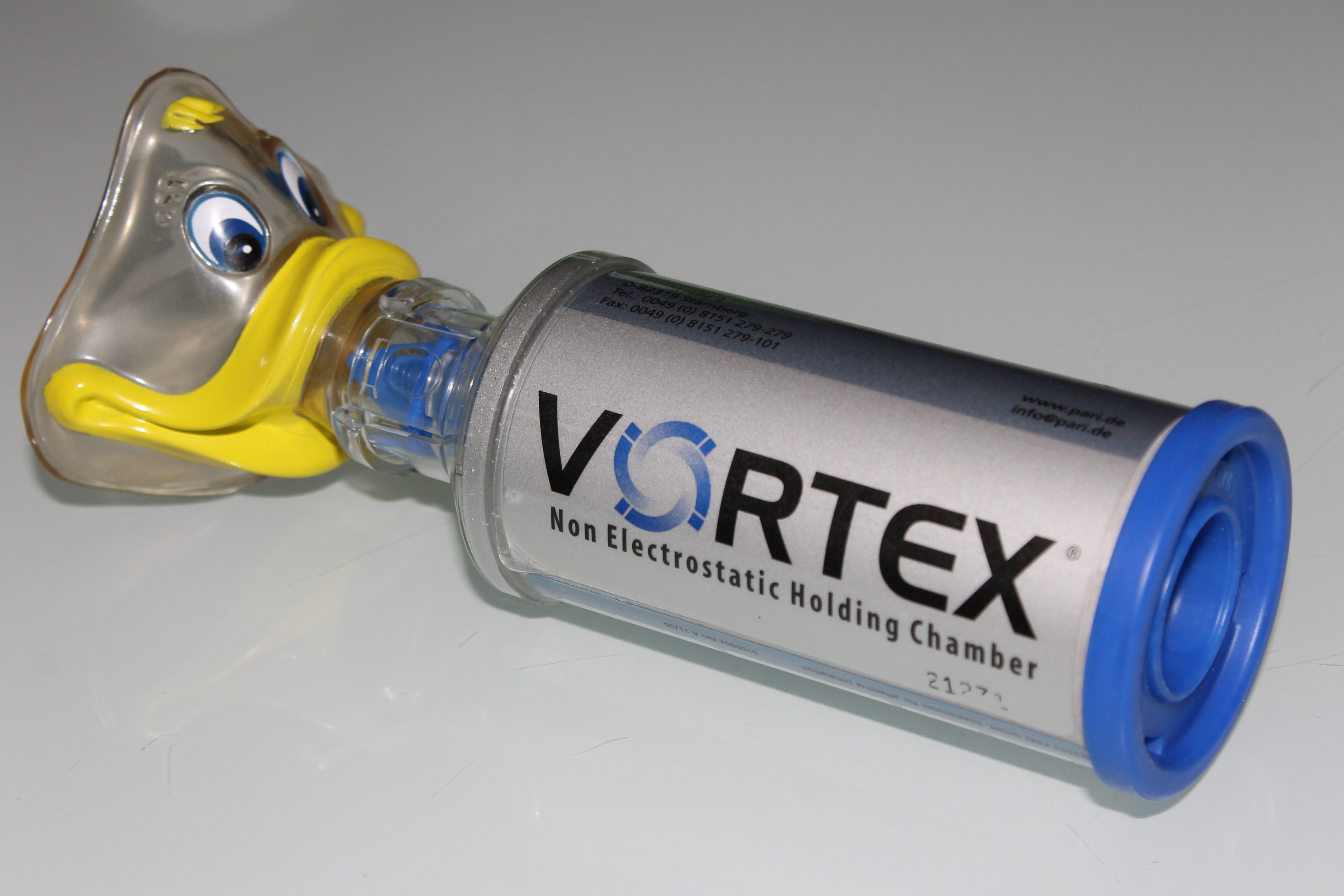
Une chambre d'inhalation avec son masque.
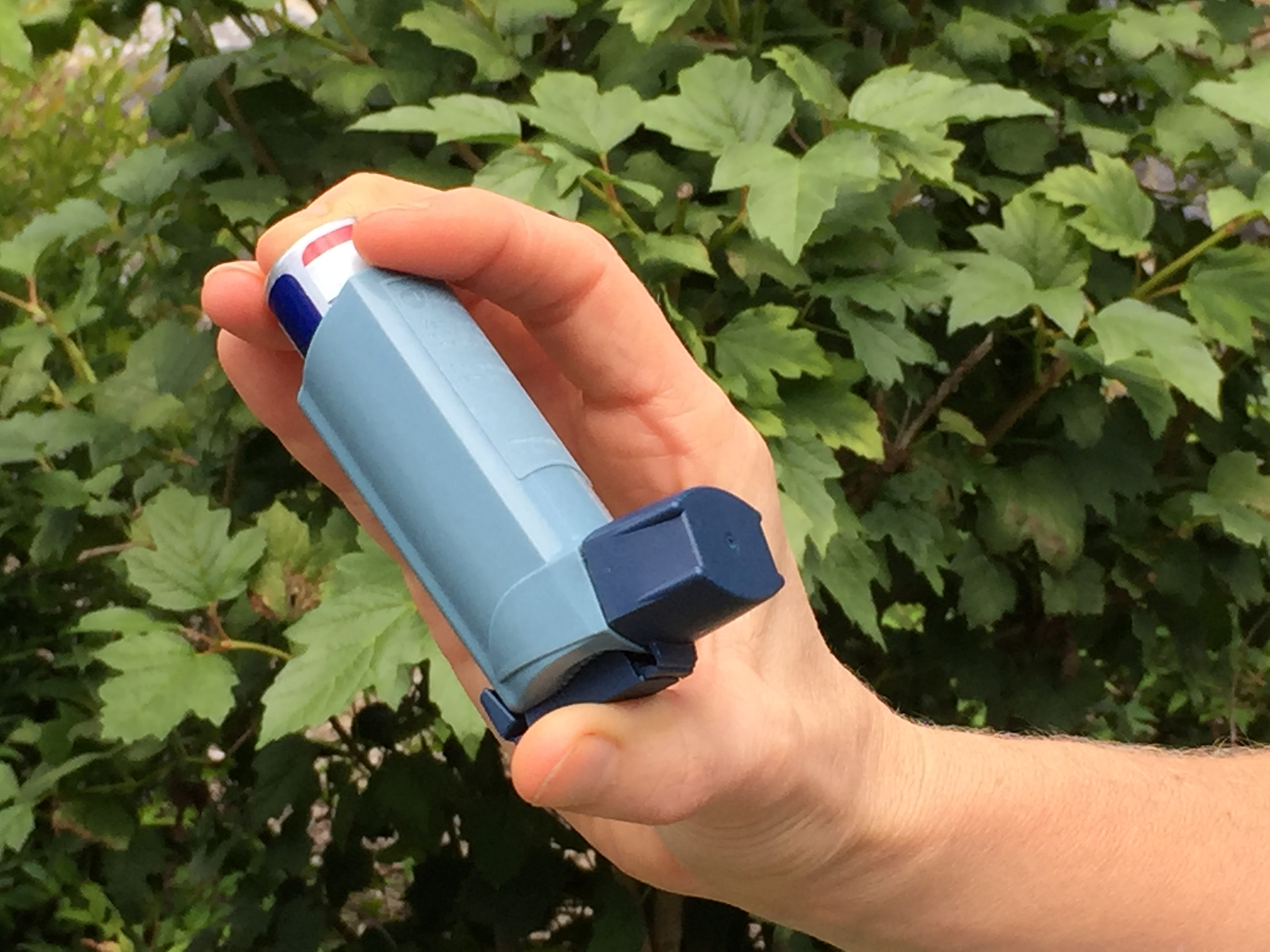
Aérosol-doseur : l'embout pour la bouche est inséré au fond de la chambre d'inhalation, le patient respire le produit par un masque.